# BRCA1
Cet article possède un paronyme, voir BRCA.
Le gène BRCA1 (abréviation de breast cancer 1) est un gène humain découvert en 1990 par Mary-Claire King, appartenant à une classe de gènes suppresseurs de tumeur, qui maintiennent l'intégrité génomique afin de prévenir la prolifération incontrôlée de cellules mammaires.
La protéine BRCA1 est multifactorielle : elle est impliquée dans la réparation des dommages de l'ADN, l'ubiquitination, la régulation transcriptionnelle, ainsi que dans d'autres fonctions. Les variations du gène ont été impliquées dans un certain nombre de cancers héréditaires, comme le cancer du sein, des ovaires et de la prostate.

## Fonctions et mécanisme d'action

### Structure
Le gène BRCA1 est situé sur le bras long (q) du chromosome 17 au niveau de la bande 21, entre les paires de base 38 449 843 et 38 530 933.
Ce gène composé de 22 exons code, par l'intermédiaire d'un ARN messager, une protéine formée de 1 863 acides aminés.

### Réparation de l'ADN
La protéine BRCA1 est directement impliquée dans la réparation de l'ADN endommagé. Dans le noyau de nombreux types de cellules normales, on pense que la protéine BRCA1 interagit avec la protéine RAD51 lors de la réparation de cassures de doubles brins de l'ADN, bien que les détails et l'importance de cette interaction soient encore l'objet de débats. Ces cassures peuvent être causées par les rayonnements naturels ou d'autres expositions, mais aussi se produire lorsque les chromosomes échangent du matériel génétique au cours d'un type particulier de division cellulaire qui crée des spermatozoïdes et des ovocytes : la méiose. La protéine BRCA2, qui a une fonction similaire à celle de la BRCA1, interagit aussi avec la protéine RAD51. En agissant sur la réparation des dommages de l'ADN, ces trois protéines jouent un rôle dans le maintien de la stabilité du génome humain.
La protéine BRCA1 se lie directement à l'ADN. Cette capacité à se lier à l'ADN contribue à sa capacité d'inhiber l'activité nucléasique du complexe protidique Mre11-Rad50-Nbs1 (en) (MRN) ou de la protéine Mre11 seule. Cette propriété peut expliquer pourquoi la BRCA1 permet une réparation plus fidèle de l'ADN par le système NHEJ. La BRCA1 permet également avec la γ-H2AX (une histone H2AX phosphorylée sur la sérine-139) de localiser les foyers de réparation dans l'ADN double brin, ce qui indique qu'elle peut jouer un rôle dans le recrutement de facteurs de réparation,.

### Transcription
On a montré que la BRCA1 associée avec l'holoenzyme ARN polymérase II humaine pouvait purifier des extraits de cultures HeLa, ce qui impliquerait qu'elle soit un composant de l'holoenzyme. Cependant, d'autres recherches par la suite ont contredit cette hypothèse en montrant que le principal complexe contenant la protéine BRCA1 dans les cellules HeLa est un complexe de 2 megadaltons contenant les complexes protidiques SWI/SNF (en) servant à remodeler la chromatine. On a montré que la fixation artificielle de la protéine BRCA1 à de la chromatine permettait de décondenser de l'hétérochromatine, bien que la présence du complexe SWI/SNF ne soit pas nécessaire pour ce rôle. La BRCA1 agit en association avec la sous-unité NELF-B (COBRA1 (en)) du complexe protidique NELF (en) (complexe négatif d'élongation de la transcription ou Negative ELongation Factor).

### Autres rôles
La recherche suggère que les gènes des protéines BRCA1 et BRCA2 régulent l'activité d'autres gènes et jouent un rôle crucial dans le développement embryonnaire. La protéine BRCA1 interagit  probablement avec de nombreuses autres protéines, y compris les suppresseurs de tumeur et les organismes de régulation du cycle de division cellulaire.

## Mutations et cancer du sein
Certaines variations du gène BRCA1 conduisent à un risque accru de cancer du sein. Les chercheurs ont identifié plus de 600 mutations du gène BRCA1, dont beaucoup sont associées à un risque accru de cancer.
Ces mutations peuvent être des changements dans une ou un petit nombre de paires de base de l'ADN. Ces mutations peuvent être identifiées par PCR et séquençage de l'ADN.
Dans certains cas, de larges segments d'ADN sont modifiés. Ces modifications peuvent être une suppression ou une duplication d'un ou plusieurs exons du gène. Les méthodes classiques de détection des mutations (séquençage) sont incapables de révéler ces mutations et on doit utiliser d'autres méthodes pour les analyser : la PCR quantitative, la MLPA (Multiplex Ligation-dépendants Probe Amplification) et la QMPSF (Quantitative Multiplex PCR of Shorts Fluorescents Fragments). De nouvelles méthodes ont récemment été proposées : la HDA (en) (HeteroDuplex Analysis) par multi-électrophorèse capillaire ou également la CGH-array (Comparative Genomic Hybridization-array) basée sur l'hybridation comparative du génome, ou encore le Peignage moléculaire qui repose sur la cartographie physique d'un gène « sain » et sa comparaison avec celle du gène muté étudié.
Généralement, un gène BRCA1 muté donne une protéine qui ne fonctionne pas correctement car elle est anormalement courte. Les chercheurs pensent que les protéines BRCA1 défectueuses ne sont pas capables de bloquer les mutations qui se produisent sur d'autres gènes. Ces défauts s'accumuleraient et pourraient permettre aux cellules de se reproduire de façon incontrôlée pour former une tumeur.
En plus de cancer du sein, des mutations du gène BRCA1 peuvent également accroître le risque de cancer de l'ovaire et de la prostate. En outre, des lésions précancéreuses (dysplasies) de la trompe de Fallope ont été liées à des mutations des gènes BRCA1.
En 2016, une étude a montré qu' une mutation du gène BRCA1 augmenterait le risque de développer une forme grave de cancer de l'utérus.

## Controverse sur le brevet du gène
Les gènes BRCA1 et BRCA2 ont fait l'objet d'un dépôt de brevet par la société Myriad durant les années 1990, cette dernière ayant, de fait, le monopole des tests de dépistage des mutations sur ces gènes aux dépens de plusieurs laboratoires universitaires. Les tests de Myriad sont cependant reconnus comme imparfaits mais la société a refusé les propositions de différents instituts de recherche, bloquant toute innovation non issue de son propre laboratoire, et a développé une nouvelle version de son test, à un coût majoré, permettant de dégager des profits substantiels. Le 29 mars 2010, un juge de la Cour fédérale des États-Unis invalide une partie des brevets déposés sur ces gènes,.